# Сагредо, Джованни
Джованни Сагредо (итал. Giovanni Sagredo; 2 февраля 1616—10 августа 1691) — итальянский историк, сенатор Венецианской республики, был послом в Англии, Франции и Германии, затем прокуратором Святого Марка.
Защищал Франческо Морозини, привлечённого к ответственности за сдачу туркам Кандии, и спас его от казни. После смерти своего брата — Николо — в 1676 году Сагредо был избран дожем, но это избрание было признано недействительным под тем предлогом, что два брата непосредственно один за другим не могут занимать пост главы Республики. Оскорблённый этим Сагредо покинул Венецию, вернулся туда в 1688 году и был назначен правителем (проведитором) Левантийских морей.
Сагредо опубликовал труд «Исторические свидетельства оттоманских монархов» (итал. Memorie istoriche di monarchi ottomani, 1677), охватывающий эпоху с 1300 по 1646 годы. В рукописи остался труд Сагредо о государственном устройстве Венеции.